# Brachionidium minusculum
Brachionidium minusculum är en orkidéart som beskrevs av Carlyle August Luer och Robert Louis Dressler. Brachionidium minusculum ingår i släktet Brachionidium och familjen orkidéer.
Artens utbredningsområde är Costa Rica. Inga underarter finns listade i Catalogue of Life.